# Efat Ghazi
Efat Ghazi (2 novembre 1935 – Västerås, 6 settembre 1990) è stata un'attivista iraniana, uccisa da una lettera bomba in Svezia, dove si era rifugiata per scappare dal neo-nato regime islamico.

## Biografia
Figlia del leader curdo Qazi Muhammad, dopo aver studiato legge in Iran, Ghazi lavorò come insegnante, una professione che continuò a praticare in Svezia dove arrivò come rifugiata. Qui si riunì con suo marito, Emir Ghazi (ex membro del politburo del Partito Democratico del Kurdistan Iraniano), con il quale ebbe due figlie.
Il 6 settembre 1990, verso le 12:45, Ghazi fu gravemente ferita dopo aver aperto una lettera bomba fuori dalla casa della sua famiglia a Västerås.
Venne portata in un ospedale dove morì per le ferite tre ore dopo. Dalle lettere rimanenti che la polizia raccolse dalla scena del crimine, venne confermato che la lettera bomba era indirizzata al marito. Il governo iraniano fu rapidamente sospettato da molti di aver ordinato l'assassinio, visto il numero di altri omicidi e tentativi di assassinio di esuli politici iraniani in tutto il mondo in quegli anni. Pochi anni dopo l'assassinio, la polizia svedese chiuse l'inchiesta adducendo la mancanza di prove.